# Segling vid olympiska sommarspelen 1964
De olympiska tävlingarna i segling 1964 avgjordes mellan den 12 och 21 oktober i Sagamibukten vid ön Enoshima strax utanför Tokyo. Ursprungligen var det tänkt att seglingen skulle anordnas i Yokohama där den varit planerad att hållas 1940, men en ny hamn byggdes istället på Enoshima. 225 deltagare från 40 länder tävlade i fem grenar. Grenarna var desamma som de varit vid olympiska sommarspelen 1960.

## Båtklasser
- Utrustning:

| Klass               | Typ    | Seglare | Trapets | Storsegel | Fock | Spinnaker | Första OS |
| ------------------- | ------ | ------- | ------- | --------- | ---- | --------- | --------- |
| Finnjolle           | Jolle  | 1       | 0       | x         | -    | -         | 1952      |
| Flygande Holländare | Jolle  | 2       | 1       | x         | x    | x         | 1960      |
| Starbåt             | Kölbåt | 2       | 0       | x         | x    | -         | 1932      |
| Drake               | Kölbåt | 3       | 0       | x         | x    | x         | 1948      |
| 5,5 m               | Kölbåt | 3       | 0       | x         | x    | x         | 1952      |

- Design:

## Medaljörer
| Gren                        | Guld                                                      | Silver                                                            | Brons                                                 |
| Finnjolle Detaljer...       | Wilhelm Kuhweide Tysklands förenade lag                   | Peter Barrett USA                                                 | Henning Wind Danmark                                  |
| Flying Dutchman Detaljer... | Nya Zeeland Helmer Pedersen Earle Wells                   | Storbritannien Keith Musto Tony Morgan                            | USA Harry Melges William Bentsen                      |
| Starbåt Detaljer...         | Bahamas Durward Knowles Cecil Cooke                       | USA Richard Stearns Lynn Williams                                 | Sverige Pelle Pettersson Holger Sundström             |
| Drake Detaljer...           | Danmark Ole Berntsen Christian von Bülow Ole Poulsen      | Tysklands förenade lag Peter Ahrendt Wilfried Lorenz Ulrich Mense | USA Lowell North Richard Deaver Charles Rogers        |
| 5,5 m Detaljer...           | Australien William Northam Peter O'Donnell James Sargeant | Sverige Lars Thörn Arne Karlsson Sture Stork                      | USA John J. McNamara Joseph Batchelder Francis Scully |

## Medaljtabell
| Pl.    | Nation                 | Guld | Silver | Brons | Totalt |
| ------ | ---------------------- | ---- | ------ | ----- | ------ |
| 1      | Tysklands förenade lag | 1    | 1      | 0     | 2      |
| 2      | Danmark                | 1    | 0      | 1     | 2      |
| 3      | Australien             | 1    | 0      | 0     | 1      |
| 3      | Bahamas                | 1    | 0      | 0     | 1      |
| 3      | Nya Zeeland            | 1    | 0      | 0     | 1      |
| 6      | USA                    | 0    | 2      | 3     | 5      |
| 7      | Sverige                | 0    | 1      | 1     | 2      |
| 8      | Storbritannien         | 0    | 1      | 0     | 1      |
| Totalt | Totalt                 | 5    | 5      | 5     | 15     |